# Antrifttal
Antrifttal ist eine Gemeinde im mittelhessischen Vogelsbergkreis.

## Geografie

### Geografische Lage
Antrifttal liegt im Tal des Flusses Antrift, einem Zufluss der Schwalm, zwischen Vogelsberg im Süden und dem Knüllgebirge im Nordosten.
Das Gemeindegebiet von 26,59 km² wird zu 54 % (14,3 km²) landwirtschaftlich genutzt.

### Nachbargemeinden
Antrifttal grenzt im Norden an die Gemeinde Willingshausen (Schwalm-Eder-Kreis), im Osten und Süden an die Stadt Alsfeld, im Westen an die Stadt Kirtorf sowie im Nordwesten an die Stadt Neustadt (Landkreis Marburg-Biedenkopf).

### Gemeindegliederung
Zur Gemeinde Antrifttal gehören die folgenden Ortsteile:
- Bernsburg
- Ohmes
- Ruhlkirchen (Sitz der Gemeindeverwaltung)
- Seibelsdorf
- Vockenrod

## Geschichte
Im Rahmen der Gebietsreform in Hessen schlossen sich am 31. Dezember 1971 die fünf Gemeinden Bernsburg, Ohmes, Ruhlkirchen, Seibelsdorf und Vockenrod zusammen und bilden seither die Gemeinde Antrifttal.

## Politik

### Gemeindevertretung
Die Kommunalwahl am 14. März 2021 lieferte folgendes Ergebnis, in Vergleich gesetzt zu früheren Kommunalwahlen:
| Sitzverteilung in der Gemeindevertretung 2021Insgesamt 15 Sitze - FWR: 4 - BLO: 4 - WGB: 2 - FWS: 2 - WGV: 3 | Parteien und Wählergemeinschaften | Parteien und Wählergemeinschaften | % 2021 | Sitze 2021 | % 2016 | Sitze 2016 | % 2011 | Sitze 2011 | % 2006 | Sitze 2006 | % 2001 | Sitze 2001 |
| Sitzverteilung in der Gemeindevertretung 2021Insgesamt 15 Sitze - FWR: 4 - BLO: 4 - WGB: 2 - FWS: 2 - WGV: 3 | FWR                               | Freie Wähler Ruhlkirchen          | 29,4   | 4          | 30,1   | 5          | 37,2   | 5          | 30,2   | 5          | 27,4   | 4          |
| Sitzverteilung in der Gemeindevertretung 2021Insgesamt 15 Sitze - FWR: 4 - BLO: 4 - WGB: 2 - FWS: 2 - WGV: 3 | BLO                               | Bürgerliste Ohmes                 | 24,4   | 4          | 27,5   | 4          | 26,3   | 4          | 26,6   | 4          | 27,2   | 4          |
| Sitzverteilung in der Gemeindevertretung 2021Insgesamt 15 Sitze - FWR: 4 - BLO: 4 - WGB: 2 - FWS: 2 - WGV: 3 | WGB                               | Wählergemeinschaft Bernsburg      | 15,7   | 2          | 15,0   | 2          | 13,9   | 2          | 15,0   | 2          | 18,6   | 3          |
| Sitzverteilung in der Gemeindevertretung 2021Insgesamt 15 Sitze - FWR: 4 - BLO: 4 - WGB: 2 - FWS: 2 - WGV: 3 | FWS                               | Freie Wähler Seibelsdorf          | 12,6   | 2          | 12,9   | 2          | 11,3   | 2          | 12,6   | 2          | 11,7   | 2          |
| Sitzverteilung in der Gemeindevertretung 2021Insgesamt 15 Sitze - FWR: 4 - BLO: 4 - WGB: 2 - FWS: 2 - WGV: 3 | WGV                               | Wählergemeinschaft Vockenrod      | 17,9   | 3          | 14,5   | 2          | 11,3   | 2          | 15,6   | 2          | 15,1   | 2          |
| Sitzverteilung in der Gemeindevertretung 2021Insgesamt 15 Sitze - FWR: 4 - BLO: 4 - WGB: 2 - FWS: 2 - WGV: 3 | Gesamt                            | Gesamt                            | 100    | 15         | 100    | 15         | 100    | 15         | 100    | 15         | 100    | 15         |
| Sitzverteilung in der Gemeindevertretung 2021Insgesamt 15 Sitze - FWR: 4 - BLO: 4 - WGB: 2 - FWS: 2 - WGV: 3 | Wahlbeteiligung in %              | Wahlbeteiligung in %              | 68,3   | 68,3       | 69,3   | 69,3       | 67,4   | 67,4       | 67,0   | 67,0       | 69,8   | 69,8       |

### Bürgermeister
Nach der hessischen Kommunalverfassung wird der Bürgermeister für eine sechsjährige Amtszeit gewählt, seit dem Jahr 1993 in einer Direktwahl, und ist Vorsitzender des Gemeindevorstands, dem in der Gemeinde Antrifttal neben dem Bürgermeister ehrenamtlich ein Erster Beigeordneter und vier weitere Beigeordnete angehören. Bürgermeister ist seit dem 1. Februar 2014 der parteiunabhängig angetretene Dietmar Krist. Er wurde als Nachfolger von Johannes Averdung, der nach vier Amtszeiten nicht wieder kandidiert hatte, am 22. September 2013 im ersten Wahlgang ohne Gegenkandidaten bei 83,3 Prozent Wahlbeteiligung mit 87,3 Prozent der Stimmen gewählt. Es folgte eine Wiederwahl im Mai 2019.
Amtszeiten der Bürgermeister
- 2014–2026 Dietmar Krist[8]
- 1990–2014 Johannes Averdung
- 1972–1990 August Pfeffer

| Jahr | Wahlbeteili- gung in % | Kandidaten            | Partei | Stimmen in % |
| ---- | ---------------------- | --------------------- | ------ | ------------ |
| 2019 | 80,9                   | Dietmar Krist         |        | 60,2         |
| 2019 | 80,9                   | Martin Schlitt        |        | 22,4         |
| 2019 | 80,9                   | Sebastian Schwarzburg |        | 17,5         |
| 2013 | 83,3                   | Dietmar Krist         |        | 87,3         |
| 2007 | 52,9                   | Johannes Averdung     |        | 87,1         |
| 2001 | 57,3                   | Johannes Averdung     |        | 68,8         |
| 1995 | 67,4                   | Johannes Averdung     |        | 94,5         |

### Gemeindepartnerschaften
Rosora in Italien ist die Partnergemeinde von Antrifttal.
Außerdem unterhält der Ortsteil Seibelsdorf eine freundschaftliche Partnerschaft mit Seibelsdorf bei Marktrodach in Oberfranken.

### Wappen und Flagge
Wappen

Bannerflagge

Blasonierung: „In rotem Schild zwei aufrechtstehende abgekehrte silberne Streitäxte.“
Das Wappen wurde der Gemeinde Antrifttal am 15. Juni 1973 durch den Hessischen Innenminister genehmigt. Gestaltet wurde es durch den Darmstädter Heraldiker Georg Massoth.
Das Wappen wurde, von der früheren Gemeinde Ruhlkirchen übernommen, die es bereits seit 1951 führte. Es basiert auf dem Siegel des Ritters Gerhard von Ruhlkirchen.
 Flagge 
Die Flagge wurde der Gemeinde am 7. März 1980 genehmigt und wird wie folgt beschrieben:
„Auf weißer Flaggenbahn zwischen zwei roten Randstreifen in der oberen Hälfte aufgelegt das Gemeindewappen.“

## Wirtschaft
Im Jahr 2013 wurde in der Gemarkung des Ortsteils Ruhlkirchen ein Windpark errichtet, bestehend aus vier Windkraftanlagen des Typs Nordex N117/2400, die als Schwachwindkraftanlagen speziell für Binnenlandstandorte konstruiert wurden. Die Anlagen verfügen jeweils über eine Nennleistung von 2,4 MW, einen Rotordurchmesser von 117 Metern und eine Nabenhöhe von 140 Metern, die Gesamthöhe beträgt knapp 198 Meter. Der Windpark wurde Anfang November 2013 in Betrieb genommen und soll pro Jahr Strom für etwa 6600 Drei-Personen-Haushalte liefern.

## Sehenswürdigkeiten
- Fachwerkhäuser und die mittelalterliche evangelische Kirche in Bernsburg
- Reste einer Wasserburg aus dem 13. Jahrhundert. Siehe auch: Burghügel Ruhlkirchen
- Pfarrkirche St. Michael in Ruhlkirchen
- Hofgut des Deutschherrenordens mit seiner Kapelle aus dem 13. Jahrhundert, der Scharchstein bei Ohmes[15]
- Naherholungsgebiet der Antrifttalsperre
- Ausgedehnte Laub- und Nadelwälder und sanfte Erhebungen mit Wiesen und Feldern prägen das Bild der zwischen Vogelsberg und Knüllgebirge gelegenen Mittelgebirgslandschaft.

## Bildung
In Ortsteil Ruhlkirchen befindet sich eine Grundschule und ein Kindergarten.

## Persönlichkeiten
- Alfred Klostermann (1900–1945), hessischer Landtagsabgeordneter und deutscher Reichstagsabgeordneter (NSDAP), Landrat in Gießen, Groß-Gerau, Schrimm und Alzey, Lehrer in Vockenrod.
- Heinrich Rohr (1902–1997), katholischer Kirchenmusiker und Komponist, Lehrer in Ruhlkirchen.
- Eduard Zinßer (1875–1933), geboren in Seibelsdorf, Professor, Studienrat,  katholischer Priester der Gemeinde St. Paul in Offenbach, Geistlicher Rat, Diözesanpräses der Katholischen Gesellenvereine im Bistum Mainz, nationalsozialistisches Gewaltopfer.